# Agrupación Martín Códax
La Agrupación Martín Códax fue una sociedad cultural radicada en la ciudad de Vigo durante la Segunda República Española fundada por el presbítero Emilio Álvarez Martínez, el Reisiño. Debió su denominación a un trovador medieval en galaico-portugués con ese nombre. Dedicada principalmente a la representación de obras teatrales —en particular de José María Pemán—, con su recaudación financiaban otras actividades educativas. Creada hacia finales de 1932, la agrupación no se constituyó formalmente como asociación hasta 1934.
Vinculada a la Acción Católica y a la URD, incorporó miembros de la Falange gallega así como un gran número de japistas. En general sus dirigentes abrazaban posiciones de extrema derecha, si bien el proceso de fascistización del grupo no fue completo. Nítidamente españolista, aceptaba en cualquier caso un marco de autonomía para la región gallega. Mantuvieron su primer choque violento en agosto de 1933, en Baiona. La agrupación editó la revista homónima, que se comenzó a publicar a partir de comienzos de 1935, con José Vázquez Fernández en la dirección y con Jesús Villot Vidal como redactor jefe.
El actor José María Seoane perteneció a la asociación antes de pasar al Teatro Nacional.